# Lomná (přítok Olše)
O stejnojmenném potoku v západní části Beskyd pojednává článek Lomná (přítok Lubiny).
Lomná (pol.:  Łomna) je horská řeka v Moravskoslezském kraji, levostranný přítok řeky Olše, který odvodňuje jihovýchodní část okresu Frýdek-Místek. Přes 13 kilometrů dlouhé horské údolí Lomné bylo pro svou odlehlost a lesnatost osídleno poměrně pozdě, až v 17. století.

## Popis toku
Lomná pramení v Moravskoslezských Beskydech v nadmořské výšce kolem 870 m mezi horami Malý Polom a Burkov vrch, jejichž hřebenem prochází zároveň státní hranice se Slovenskem a hlavní evropské rozvodí Odra-Dunaj. Celý následující tok Lomné pak směřuje zhruba k severovýchodu. Necelé dva kilometry od pramene se v údolí Lomné nachází přírodní památka Kyčmol, chráněná část rašelinné louky. Z horní části údolí Lomné se až do počátku 20. století plavívalo po vodě dřevo dolů k Jablunkovu. Říčka protéká obcí Horní Lomná, kde přijímá mimo jiné Přelačský (Jelitovský) a Úplazský potok, vysoko nad jejím pravým břehem se vypíná vrch Menší vrch (894 m) s národní přírodní rezervací Mionší, chránící rozsáhlý jedlobukový prales. Pod Horní Lomnou říčka postupně přibírá další drobné přítoky – zleva Tatínský potok, zprava Menší potok. Následuje obec Dolní Lomná, kde zprava přitékají Jestřábí potok a Skřinovský potok. Za Dolní Lomnou přes vodní tok přechází železniční most Košicko-bohumínské dráhy a Lomná vystupuje ze sevřeného údolí. Posledním významnějším přítokem je Ošetnice, ústící zprava na okraji města Jablunkova. V centru Jablunkova se pak Lomná v nadmořské výšce 380 m vlévá zleva do řeky Olše, která její vody odnáší dál do Odry.

## Hlásný profil
| místo     | říční km | plocha povodí | průměrný průtok | stoletá voda |
| --------- | -------- | ------------- | --------------- | ------------ |
| Jablunkov | 0,47     | 70,27 km²     | 1,46 m³/s       | 151 m³/s     |

## Hlavní přítoky
(levý/pravý)
- Přelačský potok (P)
- Úplazský potok (P)
- Tatínský potok (L)
- Menší potok (P)
- Jestřábí potok (P)
- Skřinovský potok (P)
- Ošetnice (P)